# Wojciech Moranda
Wojciech Moranda (ur. 17 sierpnia 1988 w Kielcach) – polski szachista, arcymistrz od 2009 roku.

## Kariera szachowa
Wielokrotnie występował w finałach mistrzostw Polski we wszystkich kategoriach wiekowych, sześciokrotnie zdobywając medale: dwukrotnie złote (Krynica 2003 - do lat 16 i Środa Wlkp. 2007 - do lat 20), trzykrotnie srebrne (Łeba 2005 - do lat 18, Łeba 2006 - do lat 18 oraz 2021 już jako osoba dorosła) oraz brązowy (Żagań 2002 - do lat 14). W swoim dorobku posiada również medale zdobyte w mistrzostwach kraju juniorów w szachach błyskawicznych oraz szybkich. Wielokrotnie reprezentował Polskę na mistrzostwach świata i Europy juniorów.
W 2003 r. podzielił III m. w memoriale Akiby Rubinsteina w Polanicy-Zdroju (rozegranego w formule otwartej). W 2004 r. zwyciężył w dwóch turniejach kołowych, rozegranych we Lwowie oraz podzielił III m. w openie w Koszalinie. W 2005 r. zadebiutował w finale mistrzostw Polski seniorów, zajmując w Poznaniu XI m. W 2006 r. zajął III m. w turnieju głównym festiwalu Cracovia 2005/06 w Krakowie, zajął II m. w Hengelo oraz podzielił I m. w Rudniku. W 2007 r. zwyciężył w turnieju open w Sielpii Wielkiej oraz w otwartych młodzieżowych mistrzostwach Niemiec rozegranych w Neuhausen, zdobył w Szczucinie brązowy medal mistrzostw Polski w szachach szybkich oraz zajął II m. (za Władimirem Małaniukiem) w openie A memoriału Akiby Rubinsteina w Polanicy-Zdroju. Duży sukces osiągnął również pod koniec roku, zdobywając w Warszawie brązowy medal mistrzostw Europy w szachach szybkich (w meczu o III m. przegrał z Fernando Peraltą, ale Argentyńczyk startował poza konkurencją i medalu nie otrzymał). W 2008 r. zdobył we Wrocławiu tytuł akademickiego mistrza Polski, zwyciężył również w kolejnym turnieju open, rozegranym w Gorzowie Wielkopolskim. W 2009 r. zwyciężył w otwartym turnieju memoriału Akiby Rubinsteina oraz podzielił II m. (za Siarhiejem Żyhałką, wspólnie z Geethą Narayananem Gopalem) w turnieju Young Masters w Enschede. W 2011 r. zwyciężył w międzynarodowym festiwalu w Poznaniu. W 2012 r. zdobył w Katowicach tytuł akademickiego mistrza Polski. W 2013 r. zdobył brązowy medal (w klasyfikacji drużynowej) letniej uniwersjady w Kazaniu oraz zwyciężył w memoriale Akiby Rubinsteina w Polanicy-Zdroju i w otwartym turnieju w Karpaczu.
W listopadzie 2021 wraz z drużyną Polski zajął trzecie miejsce (w klasyfikacji drużynowej) na 23. Drużynowych Mistrzostwach Europy w szachach klasycznych z wynikiem 5/7, grając na czwartej szachownicy. Reprezentował też Polskę  na olimpiadzie szachowej (w roku 2022).
Najwyższy ranking w dotychczasowej karierze osiągnął 1 czerwca 2022 r. - z wynikiem 2636 zajmował wówczas 4. miejsce wśród polskich szachistów.